# Свобода на движение
Свобода на движение, право на свободно придвижване или право на пътуване е термин от областта на правата на човека. Той е застъпен в конституциите на редица държави. Той гласи, че всеки гражданин на една държава, в която се намира гражданинът, има по принцип правото да напусне държавата, да пътува и при наличието на редовни документи, да се завърне в държавата по всяко време. Допълнително гражданинът има право да пътува, да се установява и/или да работи в която и да е част на една държава, без държавата да оказва вмешателство.